# Misgav Am
Misgav Am (hebrejsky מִשְׂגַּב עָם, doslova „Pevnost národa“, anglicky Misgav Am) je vesnice typu kibuc v Izraeli, v Severním distriktu, v Oblastní radě ha-Galil ha-Eljon (Horní Galilea).

## Geografie
Leží přímo na hranici s Libanonem na náhorní planině v horách Naftali, v nadmořské výšce 830 metrů v nejsevernějším výběžku Horní Galileji přímo na hranici s Libanonem. Jižně od vesnice leží na mezinárodní hranici hora Har Zakif. Východním směrem terén prudce klesá do Chulského údolí, kam odtud klesají některé sezónní vodní toky, například vádí Nachal ha-Šomer nebo Nachal Misgav.
Kibuc je situován cca 40 kilometrů severně od břehů Galilejského jezera, cca 5 kilometrů severozápadně od města Kirjat Šmona, cca 148 kilometrů severovýchodně od centra Tel Avivu a cca 72 kilometrů severovýchodně od centra Haify. Misgav Am obývají Židé, přičemž osídlení v tomto regionu je ryze židovské.
Misgav Am je na dopravní síť napojen pomocí lokální silnice číslo 886, která sleduje izraelsko-libanonskou hranici.

## Dějiny
Misgav Am byl založen v roce 1945. Jeho zakladateli byli bojovníci z elitních židovských jednotek Palmach. Ti sem přišli ze starších kibuců Dafna a Tel Josef.
Roku 1949 měl kibuc jen 52 obyvatel a rozkládal se na ploše 1350 dunamů (1,35 kilometru čtverečního). Zpočátku osada čelila těžkým klimatickým podmínkám, nedostatku vody a izolaci. V roce 1953 byla populace kibucu posílena o příchod nové skupiny tvořené židovskými přistěhovalci. Teprve v té době se začal vesnice ekonomicky a sociálně stabilizovat.
V dubnu 1980 do kibucu pronikli arabští teroristé, zabili tři lidi a šestnáct jich zranili. Zajali zdejší děti jako rukojmí. Útočníci byli zabiti při zásahu izraelské armády. Vedení kibucu pak zrušilo praxi hromadného nocování dětí mimo rodiny. Izraelská armáda pak jako odvetu podnikla útok na území Libanonu, kde setrvala po 5 dnů.
Roku 1997 prošel kibuc privatizací, po které jsou jeho členové odměňováni individuálně, podle odvedené práce. V roce 2000 se kibuc po stažení izraelské armády z Libanonu ocitl na hranici s libanonským územím ovládaným nepřátelským hnutím Hizballáh.
V kibucu funguje zařízení předškolní péče o děti. Základní škola je v Kfar Gil'adi, střední v kibucu Dafna. Je tu zdravotní ordinace, plavecký bazén a sportovní areály.

## Demografie
Obyvatelstvo kibucu Misgav Am je sekulární. Podle údajů z roku 2014 tvořili naprostou většinu obyvatel v kibucu Misgav Am Židé (včetně statistické kategorie "ostatní", která zahrnuje nearabské obyvatele židovského původu ale bez formální příslušnosti k židovskému náboženství).
Jde o menší sídlo vesnického typu s dlouhodobě stagnující populací. K 31. prosinci 2014 zde žilo 296 lidí. Během roku 2014 populace stoupla o 7,6 %.
| Rok            | 1948 | 1949 | 1961 | 1972 | 1983 | 1995 | 2001 | 2003 | 2004 | 2005 | 2006 | 2007 | 2008 | 2009 | 2010 | 2011 | 2012 | 2013 | 2014 |
| -------------- | ---- | ---- | ---- | ---- | ---- | ---- | ---- | ---- | ---- | ---- | ---- | ---- | ---- | ---- | ---- | ---- | ---- | ---- | ---- |
| Počet obyvatel | 95   | 52   | 90   | 224  | 266  | 244  | 237  | 238  | 242  | 209  | 207  | 210  | 210  | 286  | 277  | 257  | 261  | 275  | 296  |